# Конрад III (Ритберг)
Конрад III фон Ритберг (на немски: Konrad III von Rietberg; † 1 май 1365) е от 1347 до 1365 г. граф на Ритберг.

## Произход
Той е син на граф Ото I († 1347) и съпругата му Аделхайдис фон Халермунд († 1342). След смъртта на баща му той поема управлението на графството.
Той умира на 1 май 1365 г. и е погребан в манастир Мариенфелд.

## Фамилия
Конрад III се жени пр. 9 април 1352 г. за Ирмезинда|Ирментруда/Ермесвинт фон Райфершайт († сл. 22 юни 1364), дъщеря на Йохан IV фон Райфершайд († 1365/1366) и Мехтилд/Матилда фон Рандерат († сл. 1365/1377). Те имат четири сина:
- Ото II († 18 юли 1389), граф 1365 – 1389, женен ок. 1370 за Аделхайд фон Липе († 1394)
- Конрад († 1424/1427), каноник в Падерборн
- Йохан († сл. 1364), споменат 1359 – 1364
- Фридрих († сл. 1365)